# Nandigama
Nandigama est une ville du district NTR dans l'État d'Andhra Pradesh en Inde. 
Selon le recensement de l'Inde de 2011, la localité compte une population de 44 359 habitants.